# Anna Bofill Levi
Anna Bofill Levi (Barcelona, 25 d'abril de 1944) és una compositora, pianista i arquitecta catalana. És germana de l'arquitecte Ricard Bofill.

## Biografia
Forma part de la primera generació de músics que va estudiar després de l'època del franquisme. Dels 6 als 15 anys va estudiar piano i teoria musical amb Jordi Albareda i un any després va continuar els estudis de composició amb Josep Cercós i Xavier Montsalvatge. De l'any 1968 al 1972 va passar a estudiar harmonia, contrapunt i fuga amb Josep Maria Mestres Quadreny, un dels pioners i principals representants de l'avantguarda musical a Catalunya. Amb aquest músic també va cursar, entre l'any 1974 i el 1977, estudis i investigació sobre el desenvolupament de les estructures musicals en la història. Alhora, estudiava teoria de la probabilitat amb el matemàtic Eduard Bonet.
L'any 1972 es gradua d'arquitectura en l'Escola Tècnica Superior d'Arquitectura de Barcelona, una carrera on es veien poques dones. Dos anys més tard, obté el títol de doctorat amb una tesi sobre la Generació geomètrica de formes arquitectòniques i urbanes i l'any 1981 obté el títol d'arquitecta a França. Un cop graduada, no és fins aleshores que, interessada pels nous corrents del segle xx, comença a apropar-se al tema contemporani, estudiant per una part música electroacústica al laboratori Phonos de Barcelona amb Gabriel Brnic, a més de seguir cursos de composició amb Luigi Nono i Joan Guinjoan, i per altra part informàtica musical amb Xavier Serra i Sergi Jordà.
L'any 1982 participa en el Congrés de Nova Música a Sitges amb Luigi Nono, Mestres-Quadreny, Joan Guinjoan, Coriún Aharonián i Jesús Villa Rojo, i en els cursos de Nono a la Fundació Miró. Al 1985 obté la beca CIRIT per poder estudiar al Centre d'Études de Mathématique et Authomatique Musicales de París, dirigit per Xenakis. Iannis Xenakis ha estat el compositor més capficat en la conjunció de música i arquitectura. Anna Bofill tradueix al català el llibre de Xenakis Música i arquitectura. Anna Bofill utilitza el mateix mètode serialista en les seves obres, com fa Xenakis.
Com a arquitecta, ha tingut dues experiències ben diferents. La primera, des dels mitjans dels anys 60 fins a l'any 1991, va treballar al Taller d'Arquitectura Bofill (que dirigeix el seu germà, un personatge molt conegut dins del món de l'arquitectura moderna europea), juntament amb un equip format per músics, poetes, arquitectes i fotògrafs. Entre els seus treballs arquitectònics destaquen Walden 7 i l'estació de trens de Plaça Catalunya.
És un referent ineludible del feminisme en l'arquitectura i ha treballat per incorporar la perspectiva de gènere a l'urbanisme. Pertany a l'Associació de Dones amb la Música, a la International Alliance for Women in Music i a l'Associació Catalana de Compositors, a banda treballa en diferents projectes sobre les dones dins de la història de la música.
També ha coordinat la música dels muntatges de Cartografía del deseo, tres cicles de conferències dramatitzades sobre una idea de Maria Mercè Marçal. En la mateixa línia ha col·laborat en el muntatge de Res no et serà prés amb la seva directora Magda Puyo i l'escenògraf Pep Duran, un homenatge a l'esmentada Marçal.

## Reconeixements
El 2009 va rebre la medalla al treball President Macià de la Generalitat de Catalunya.
Des de 2023 es acadèmica de número de la Reial Acadèmia Catalana de Belles Arts de Sant Jordi.

## Obra musical[3]
La seva primera obra Esclat (1971) per a conjunt instrumental es va estrenar a l'XI Festival Internacional de Música de Barcelona i va participar amb aquesta en el II Festival de música d'avantguarda de Sant Sebastià (1974). Altres obres van ser executades al IV Festival Hispanomexicano de Música Contemporània del 1976. Poema per pianoforte (1974) va ser estrenat per Carles Santos, que la va incloure al seu repertori de piano contemporani. Escriu Septet de sot sous (1978), un encàrrec de GIC (Grup Instrumental Català), que va ser estrenat a Berlín. I altres obres com ara Andata e ritorno (2002) per a piano, encarregat per Liliana Maffiotte, El fluir de les pedres (2001) per a saxo i piano, estrenat per Manuel Miján i Sebastian Mariné al Festival BBK de Bilbao, Europa 1945 (2006) pel grup "Encuentros de ALicia Terzián", Note per un diario (2008) pel conjunt de solistes de l'Orquestra de la Comunitat de Madrid, dirigit per Gloria Isabel Ramos, Aires (2008) pel quintet de metalls de l'OBC, Ambulare in caelum (2012) per a orgue barroc, estrenada per Cristina Garcia Banegas a l'església de Cadaqués, Girona. La Suite de Tamanrasset, que fou composta l'any 1978 després d'una estada a Algèria i al Sàhara, fou estrenada l'any 2006 pel guitarrista australià René Mora.
- Afinitats (2001), per a saxòfon. 2'
- Alea Arborea (2007), per a piano. 13'13''. Dedicada a Jean-Pierre Dupuy
- Alternanze: Omaggio a Barbara Strozzi (1997), per a flauta de bec. 12'50. Dedicada a Barbara Strozzi. Estrena: Joan Izquierdo; Teatre Conservatori de Manresa, 24 d'octubre de 1997
- Andata e ritorno (2002), per a piano. 8'. Dedicada a Liliana Maffiotte. Estrena: Liliana Maffiotte; Sala Nick Havana (Barcelona) 28 de maig de 2002
- Animatia (2007), per a clarinet, fagot, trompeta, violí, viola, violoncel i contrabaix. 6'30''. Estrena: Septeto de la OCB; L'Auditori, abril de 2007
- Artifici marí (2000), per a piano. 15'. Dedicada a Jean-Pierre Dupuy. Estrena: Jean-Pierre Dupuy; Conservatori de Perpinyà, 27 de novembre de 2000
- Bashtet (2001), per a saxòfon. 2'
- El blanc del blau (1998), per a piano. 6'. Dedicada a Quima Jaume. Estrena: Montserrat Massaguer; Casa Elizalde, 13 de maig de 1998
- Cadaqués (1999), per a soprano i contrabaix. Lletra: María Cinta Montagut Sancho. 7'30''. Estrena: Montserrat Solà i Manuel Ortega-Ferrer; Parc del Laberint d'Horta, 19 de juny de 1999
- La calle es el destino de los perros (2006), per a soprano, flauta, percussió i recitadora. Lletra: María Cinta Montagut Sancho. 8'30''. Estrena: Montserrat Solà, Barbara Held, Pilar Subirá, Maria Jesús Andany; Museu d'Art Contemporani de Barcelona, 28 de juliol de 2006
- Cançó de primavera (1983), per a soprano i guitarra. Lletra: María Cinta Montagut Sancho. 14' Estrena: Anna Ricci i William Waters; Palau de la Música Catalana, 23 de març de 1983
- Càntic antic (1994), per a percussió i piano. 18'. Encàrrec: Xavier Joaquín
- Caracolas (2006), per a flauta, fagot, guitarra, violoncel i piano. 8'55''. Dedicada a María Dolores Malumbres. Encàrrec: Asociación Mujeres en la Música. Estrena: Teresa Arinero, José Manuel Rausell Estellés, Carlos Blanco, Claudia Gabrielli, Eva Fontalba; Conservatorio Profesional de Música de La Rioja, 28 d'abril de 2006
- Complicitats I-II-III (2003), per a flauta i saxòfon. 5'
- Dansa obliqua (1997), per a piano. 3'10''. Dedicada a Montserrat Massaguer. Estrena: Montserrat Massaguer; Casa Elizalde, 30 d'abril de 1997
- Depresión (2007), per a baix i piano. 5'. Estrena: Museu d'Art Contemporani de Barcelona, juny de 2007
- Desig (1997), per a veu i piano. Lletra: Renée Vivica. 1'30''. Dedicada a Maria Mercè Marçal. Estrena: Maria Jesús Candau i Montserrat Massaguer; Casa Elizalde, 2 d'abril de 1997
- Després de la festa (2001), per a saxòfon. 2'
- Elements (1996), per a 3 guitarres. 3'10''
- Enigma (1981), per a piano i actriu. Lletra: Maria Antònia Salvà. 2'. Estrena: Mònica Pons i Carme Sansa; Barcelona, 20 d'octubre de 1981
- Esclat (1971), per a flauta, oboè, clarinet, piano, percussió, 2 violins, viola i violoncel. 10'. Estrena: Conjunt Català de Música Contemporània; Palau de la Música Catalana, 17 d'octubre de 1971
- Espai sonor (1976), per a percussió electrònica. 11'. Estrena: Jordi Mestres; Fundació Joan Miró, 16 d'octubre de 1976
- Europa 1945 (a las mujeres víctimas del nazismo) (2005), per a mz, flauta, clarinet, violí, violoncel i piano. 7'45''. Estrena: Grupo Encuentros, sota la direcció d'Alicia Terzián; Museu d'Art Contemporani de Barcelona, 17 de febrer de 2006
- Fills d'un déu menor (1984), realitzat per a una obra teatral de la Companyia Ricard Salvat
- El fluir de les pedres. In memorian Iannis Xenakis (2002), per a saxòfon i piano. 12'30''. Estrena: Manuel Miján i Sebastián Mariné; Museo Guggenheim (Bilbao), 3 de desembre de 2003
- Un gat al teclat (2001), per a saxòfon. 2'
- Girotondo (2004), per a percussió. 8'. Estrena: Gratiniano Murcia; Centre de Cultura Contemporània de Barcelona, 9 de maig de 2005
- Identidades (2003), per a violoncel. 8'. Dedicada a María Luisa Ozaita i Dimitar Furnadjiev. Estrena: Dimitar Furnadjiev; Centro Cultural Conde Duque (Madrid), 6 de març de 2004
- In duplice filar (2001), per a flauta i piano. 13'. Estrena: Antonio Arias i Gerardo López-Laguna; Escuela Municipal de Música Andrés Isasi (Getxo), 12 de març de 2005
- Insomni (1996), per a 3 guitarres. 1'30''
- Itinerari del cargol (I, II i III) (2001), per a flauta i piano. 9'48''. Estrena: Ensemble Barcelona Nova Música, sota la direcció de Peter Bacchus, 21 de desembre de 2001
- Itineraris II (En un Chassaigne frères negre de mitja cúa) (1983), per a piano. 2'30''. Dedicada a Frederic Mompou. Estrena: Mercè Molero; Conservatori Superior Municipal de Música de Barcelona, novembre de 1993
- Itineraris II (Tocs de fum) (1998), per a piano. 6'. Dedicada a Maria Aurèlia Campmany. Estrena: Montserrat Massaguer; Casa Elizalde, 29 d'abril de 1998
- Lamento (1997), per a veu i piano. 2'. Estrena: María Jesús Candau i Montserrat Massaguer; Casa Elizalde, 2 d'abril de 1997
- Lejos de nada (2001), per a 2 violins, viola, violoncel i contrabaix. 11'. Estrena: Quinteto Clásico de Pamplona (Anna Radomska, Zibor Mohnar, Robert Pajewski, Dorota Pajewska, Tadeusz Kozinski); Escuela Municipal de Música Andrés Isasi (Getxo), 11 de març de 2002
- Leo (2002), per a saxòfon. 2'. Dedicada a Gerard Bosch
- Matèria nua (2008), per a clarinet i percussió. 10'. Dedicada a Camille Claudel. Estrena: Jaume Fuster i Gratiniano Murcia. Museu d'Art Contemporani de Barcelona, maig de 2008
- Mezquita (1984), per a tenor i piano. Lletra: María Cinta Montagut Sancho. 5'30. Estrena: Aurelio Puente i María José Martín; Círculo de Bellas Artes (Madrid), 2 de març de 1999
- Mosaic en dansa (1997), per a veu i piano. Lletra: Víctor Català. 4'. Estrena: Maria Jesús Candau i Montserrat Massaguer; Casa Elizalde, 11 de juny de 1997
- Nit del 19 (2002), per a soprano i contrabaix. Lletra: Anna Bofill. 8'. Escrita per al Dúo Solà-Ortega. Estrena: Montserrat Solà i Manuel Ortega; Collbató, 16 de setembre de 2006
- La nit (1997), per a piano. 2'30''. Estrena: Montserrat Massaguer; Casa Elizalde, 14 de maig de 1997
- Note per un diario (2000), per a flauta, oboè, clarinet, fagot, 2 violins, viola, violoncel i contrabaix. 8'30''. Estrena: Orquesta de Cámara de Pamplona, sota la direcció d'Alicia Coduras; Iglesia de San Ignacio de los Vascos (Madrid), 28 de març de 2000
- Note per un diario (4º movimiento) (2000), per a flauta, oboè, clarinet, fagot, 2 violins, viola, violoncel i contrabaix. Estrena: Solistas de la Orquesta de la Comunidad de Madrid (ORCAM), sota la direcció de Gloria Isabel Ramos; Museo Nacional Centro de Arte Reina Sofía, 6 de març de 2008
- Objectes (2005), per a trombó. 4'30''. Estrena: Ricardo Casero; L'Auditori, 26 de gener de 2006
- Onades i roques (1997), per a piano. 3'30''. Estrena: Montserrat Massaguer; Casa Elizalde, 16 d'abril de 1997
- Poema (1974), per a piano. 13'16''. Escrita per a Carles Santos. Estrena: Carles Santos; Barcelona, 3 de març de 1975
- Punto y seguido (1993), per a electrònic. 5'31''. Estrena: 12 de novembre de 1993
- Quartet (1976), per a guitarra, clavicordi, percussió i piano. 9'. Estrena: Grup Instrumental Català, 31 de gener de 1977
- Res no et serà pres (1998), per a soprano i CD. Realitzada per al muntatge poètico-musical del mateix nom. Estrena: María Jesús Candau. L'Espai (Barcelona), 14 de desembre de 1998
- Ritrovo, per a 2 violins, viola i violoncel. 7'30''. Estrena: Cuarteto Clásico de Pamplona (Anna Radomska, Dariusz Rzepka, Robert Pajewski, Dorota Pajewska); Madrid, 28 de maç de 1998
- Se d'arder e d'amar (2000), per a 2 flautes de bec i recitador. Lletra: Gaspara Stampa. 7' Dedicada a Joan Izquierdo i Albert Mestres. Estrena: Joan Izquierdo, Albert Mestres i l'Orquesta de Cámara de Pamplona, sota la direcció d'Alicia Coduras; Escola de Disseny Eina (Barcelona), 10 d'abril de 2000
- Septet de set sous (1978), per a flauta, clarinet, violí, violoncel, percussió, guitarra i piano. 11'. Estrena: Grup Instrumental Català, sota la direcció de Carles Santos; Berlín, 7 de febrer de 1978
- La settimana enigmistica (1996), per a orgue portàtil. 14'20''. Estrena: Bernat Ballbé; Barcelona, 5 d'octubre de 1996
- Shiva (2002), per a saxòfon. 1'50''. Dedicada a Gerard Bosch
- Simile (2000), per a 2 pianos. 12'30''. Estrena: Clavel Cabeza i Mar Gutiérrez Barrenechea; Palacio de Bellas Artes (Mèxic D.F.), 10 de març de 2000
- Sólo lo justo (2000), per a tenora, flauta, clarinet i fagot. Lletra: Lal Ded. 8'10''. Estrena: Aurelio Puente, Trio Grup Nou (Mario Pérez, José Llanos i Roberto Gómez); Iglesia de San Ignacio de los Vascos (Madrid), 21 d'abril de 2001
- Spirals II (2006), per a flauta, clarinet, fagot, piano, violí, viola i violoncel. Estrena: Grup Tactum (Jordi Gendra, Frederic Miralda, Vasili Nikolov, Jordi Castellà, Joan Morera, Mario Bugliari, Josep Pazos), sota la direcció d'Enric Ferrer; L'Auditori, 20 de març de 2007
- Studios per pianoforte nº 1 (1992), per a piano. 8'.Estrena: Liliana Maffiote; Centre de Cultura Contemporània de Barcelona, 18 de desembre de 1997
- Studios per pianoforte nº 2 (1999), per a piano. 6'. Estrena: Sergi Poch; Casa Elizalde, 9 de desembre de 1999
- Studios per pianoforte nº 3. Omaggio a Fanny Mendelssohn-Hensel (1992), per a piano. 1'30''. Dedicada a Fanny Mendelssohn-Hensel. Estrena: Liliana Maffiotte; Centre de Cutura Contemporània de Barcelona, 18 de desembre de 1997
- Suite de Tamanrasset (1978), per a guitarra. 11'. Estrena: Renée Mora; Escuela Municipal de Música Andrés Isasi (Getxo), 18 de març de 2006
- Suite per a clarinet (2001), per a clarinet. 9'30''. Dedicada a María Beneyto. Estrena: Miquel Gaspá; Centre de Cultura Contemporània de Barcelona, 21 de desembre de 2001
- Suite per a clavicembal (1977), per a clavicembal. 13'. Estrena: Lidia Guerberoff; València, 9 de febrer de 1978
- Terra àrida, terra perduda, terra lleugera (1997), per a piano. 5'10''. Estrena: Montserrat Massaguer; Casa Elizalde, 30 d'abril de 1997
- Tre per tre (2003), per a oboè, clarinet i fagot. Estrena: Trío de Cañas (Anke Nevermann; Jana Strauchmann i Jorge García del Valle); Sala Manuel de Falla de la Sociedad General de Autores y Editores (Madrid), 15 d'abril de 2004
- Trenzas, per a flauta i violoncel. 11'. Dedicada a Elena Romero. Estrena: Georg Thoma i Bistra Cristova; Madrid, 8 de febrer de 1997
- Trío (1981), per a violí, piano electrònic. 11'. Dedicada a Montserrat Baget i Mònica Pons. Estrena: Montserrat Baget i Mònica Pons; Fundació Miró, 28 de maig de 1981
- Urfaust (1983), per a guitarra elèctrica. Lletra: Goethe. Realitzada per a la Companyia Ricard Salvat. Estrena: J.M. Berenguer; Paranimf de la Universitat de Barcelona, 3 de juny de 1983
- Veus de març (1998), per a veu. 3'. Estrena: Maria Jesús Candau. L'Espai, 14 de desembre de 1998
- La vida ¿por qué no? (2001), per a flauta, clarinet, guitarra, violí i percussió. 10'30''
- La vita è (2002), flauta, guitarra i violoncel. 8'. Estrena: Antonio Arias, José Luis Rodrigo, Dimitar Furnadjiev; Escuela Municipal de Música Andrés Isasi (Getxo), 10 de març de 2003
- Walk (1996), per a 3 guitarres. 1'15''

## Llibres publicats[5]
- Los sonidos del silencio. Aproximación a la historia de la creación musical de las mujeres, Ed. Aresta, Barcelona, març 2015.
- Traducció al català (i pròleg) de Música i arquitectura de Iannis Xenakis, Ed. Antoni Bosch, Barcelona, 1983.

## Conferències
- Anna Bofill Levi: «Generación de formas y espacios para habitar». Conferència a l'Escola Tècnica Superior d'Arquitectura de Barcelona el 20 de març de 2013. Presentació: Zaida Muxí.